# Immanentie
Immanentie (letterlijk: erin blijvend) is dat wat tot de structuur van iets behoort en deze niet overschrijdt. Zo is immanent in de kennistheorie dat wat het bewustzijn niet te boven gaat, maar binnen de ervaring of het bewustzijn blijft. Binnen een theologische context zijn immanentie en immanent termen die gesteld worden tegenover transcendentie en transcendent, om uit te drukken hoe de aanwezigheid van de - bijvoorbeeld christelijke - godheid in de wereld gezien wordt.

## Filosofie
Immanentiefilosofie beperkt de kennis tot dat wat er mogelijk is in de bewuste ervaring. Niet het zijn maar het bewustzijn krijgt de grootste betekenis toegewezen bij kennisverwerving. De belangrijkste vertegenwoordiger van de immanentiefilosofie was Wilhelm Schuppe (1836-1913).
In de westerse filosofie heeft het begrip immanentie sinds Scotus een vlucht genomen waardoor het geleidelijk los kwam te staan van de theologie. Het is bij Spinoza terug te vinden en uiteindelijk in de dialectische geschiedopvatting van Hegel, wiens wereldgeest een immanente ratio is. Ook bij Marx kan gesproken worden van immanentie: het bestaan van klassenmaatschappijen is dan een noodzakelijk kwaad dat nodig is om de menselijke productiekrachten gereed te krijgen voor het communisme.

## Christendom
In de sterke betekenis wordt met de immanentie van God de stellingname bedoeld dat God voortdurend van nabij aanwezig is, als een innerlijke drijvende kracht die de volledige schepping doordringt. Bepaalde religies (bijvoorbeeld het pantheïsme) sluiten aan bij deze visie, andere religies verwerpen haar. Het tegenovergestelde idee is dat God ver verwijderd of transcendent is. De meest extreme vorm van immanentie vindt zijn uitdrukking in het pantheïsme, dat de substantie van God in elk deel van de wereld of gedeeltelijk daarin terugvindt.
In de zwakkere betekenis wordt met immanentie de zienswijze aangeduid dat God ingrijpt in de schepping, dat de wil van God tot op de dag van vandaag de gebeurtenissen beïnvloedt. Dit standpunt wordt bijvoorbeeld verworpen door het deïsme. Deïsten geloven dat God zich na de schepping van het heelal terugtrok en niet meer actief aanwezig is.
Johannes Scotus was een van de eerste christelijke theologen die een begrip van immanentie formuleerde, als oplossing voor het probleem van het lijden: het bestaan van het kwaad is bij Scotus een fase waar God en de wereld doorheen moeten om uiteindelijk de goddelijke perfectie tot haar recht te laten komen.